# Gara Arcaden
fr  Gare des Arcades / nl  Station Arcaden este o gară feroviară belgiană de pe linia 26 (Mechelen – Halle), situată în comuna Boosvoorde/Boitsfort din Regiunea Capitalei Bruxelles. Des Arcades/Arcaden, amplasată pe podul feroviar care traversează Piața des Arcades/Arcaden, este o parte a rețelei RER din Bruxelles și se află la mai puțin de 100 de metri de gara Watermaal/Watermaal de pe linia 161.
Gara des Arcades/Arcaden este o haltă de călători deservită de trenuri suburbane (S) și a fost inaugurată de NMBS/SNCB pe 11 decembrie 2016.

## Situația feroviară
Situată la o altitudine de aproximativ 82 m dnm, gara des Arcades/Arcaden este poziționată la kilometrul feroviar (PK) 13 al liniei 26 Mechelen – Halle, între gările Delta și Boondael/Boondaal.

## Servicii pentru călători

### Acces
Stația des Arcades/Arcaden, haltă a NMBS/SNCB, este un „punct de oprire nedeservit” (în franceză Point d'arrêt non géré, PANG) cu intrare liberă. Halta nu este echipată cu automate pentru achiziționarea legitimațiilor de călătorie.

### Servicii feroviare
Gara este deservită de trenuri suburbane (S) care fac legătura între Mechelen și Halle.

### Intermodalitate
Gara este situată într-un pol intermodal. Pe de o parte, este posibilă corespondența cu gara Watermael/Watermaal, aflată la circa 100 m distanță. Pe de altă parte, stația de transport în comun Arcades/Arcaden a MIVB/STIB oferă o legătură de zi cu autobuzul 95 și una de noapte cu autobuzul N08 al rețelei Noctis.

### Mersul trenurilor
Începând cu 11 decembrie 2016:
| Tipul trenului | Traseu           | Program                       |
| -------------- | ---------------- | ----------------------------- |
| S7             | Mechelen - Halle | Zilele lucrătoare: 1 tren/oră |